# Lachemilla velutina
Lachemilla velutina là loài thực vật có hoa trong họ Hoa hồng. Loài này được (S. Watson) Rydb. mô tả khoa học đầu tiên năm 1908.